# 尹至
尹至或称疑至，是一篇商代早期或商以前的《尚书》类文献。为清华简之一。“尹至”这一篇名由该篇的整理者李学勤依据篇首叙事所加，并非其本身篇名。“尹至”指的是伊尹出奔夏朝三年，返回至商汤所在的亳。该篇文献既没有后世流传也没有后世引用，但与《吕氏春秋》中的慎大一篇有紧密的联系，亦与《尚书》正典中的汤誓有关联。其文字书写保存着许多甲骨文的字形（如“夜”字作上夕下录的字形），文献主体部分极为古老，或成于商代以前。也有学者认为其简文有春秋战国时期的风格，遂将其定位春秋战国时期的文献，但程浩在《先秦“书类”文献的源与流》（国家社科基金青年项目“‘书’类文献先秦流传研究最终成果”）中认为，春秋战国风格的影响应是文献流传时后人改动所致，其底本则是商代文献无疑。
尹至的载体是五片简，全篇共153字，重文2处，合文1处。保存状况良好。每片简的完整长度估计在45厘米左右。在清华简中，与赤鸠之集汤之屋及尹诰有叙事上的时间关联。尹至的内容讲述了伊尹一天夜里从夏国回到商汤的亳城，告诉商汤说夏桀宠爱二玉（即吕氏春秋慎大篇中所谓“琬琰”），而不抚恤自己的人民。人民都说：“那我就和你同归于尽！”汤说：“你告诉我夏已然到了如此地步了吗”，便与伊尹盟誓，向西讨伐夏邑。